# Sympistis moesta
Sympistis moesta är en fjärilsart som beskrevs av Jacob Hübner 1827. Sympistis moesta ingår i släktet Sympistis och familjen nattflyn. Inga underarter finns listade i Catalogue of Life.